# Khatia Dekanoidze
Khatia Dekanoidze (en georgià: ხატია დეკანოიძე i en ucraïnès: Хатія Деканоїдзе; Tbilisi, 20 de gener de 1977) és una política georgiana i ucraïnesa. Membre del parlament de Geòrgia d'ençà del desembre del 2020, va ser anteriorment ministra d'Educació i Ciència a partir del 4 de juliol del 2012 fins al 25 d'octubre del mateix any abans d'ocupar el càrrec de cap de la policia nacional d'Ucraïna entre 2015 i 2016.